# Psychoda cordiforma
Psychoda cordiforma és una espècie d'insecte dípter pertanyent a la família dels psicòdids que es troba a Colòmbia, Nicaragua i Costa Rica (incloent-hi la província de Guanacaste).